# Greta Kline
Greta Kline, née le 21 mars 1994 à New York, est une auteure-compositrice-interprète et musicienne américaine, plus connue sous son nom de scène Frankie Cosmos. Elle est la fille des acteurs Kevin Kline et Phoebe Cates.

## Histoire
Greta Simone Kline est née le 21 mars 1994 à New York, où elle grandit. Elle est la fille cadette de Kevin Kline et Phoebe Cates, tous deux acteurs reconnus à Hollywood. Son frère aîné, Owen Kline, né en 1991, est également acteur et réalisateur. Elle-même effectue deux passages sur grand écran dans les films The Anniversary Party (2001) où elle joue aux côtés de son père et Les Berkman se séparent (2005).

## Carrière musicale
Kline commence sa carrière musicale en 2009 sous divers noms de scène dont Ingrid Superstar, avant de s'établir comme Frankie Cosmos en 2012. Ce nom est inspiré du nom du poète préféré de l'artiste, Frank O'Hara. Son style musical est caractérisé par un style indie pop et lo-fi avec des influences de pop de chambre.

### Débuts et Bandcamp
Greta Kline publie d'abord sa musique sur Bandcamp sous différents pseudonymes, notamment Ingrid Superstar, avant d'adopter le nom de Frankie Cosmos. Durant cette période, elle sort plus de 40 albums et EP en auto-édition numérique, établissant une base de fans fidèles.

### Premiers albums studio

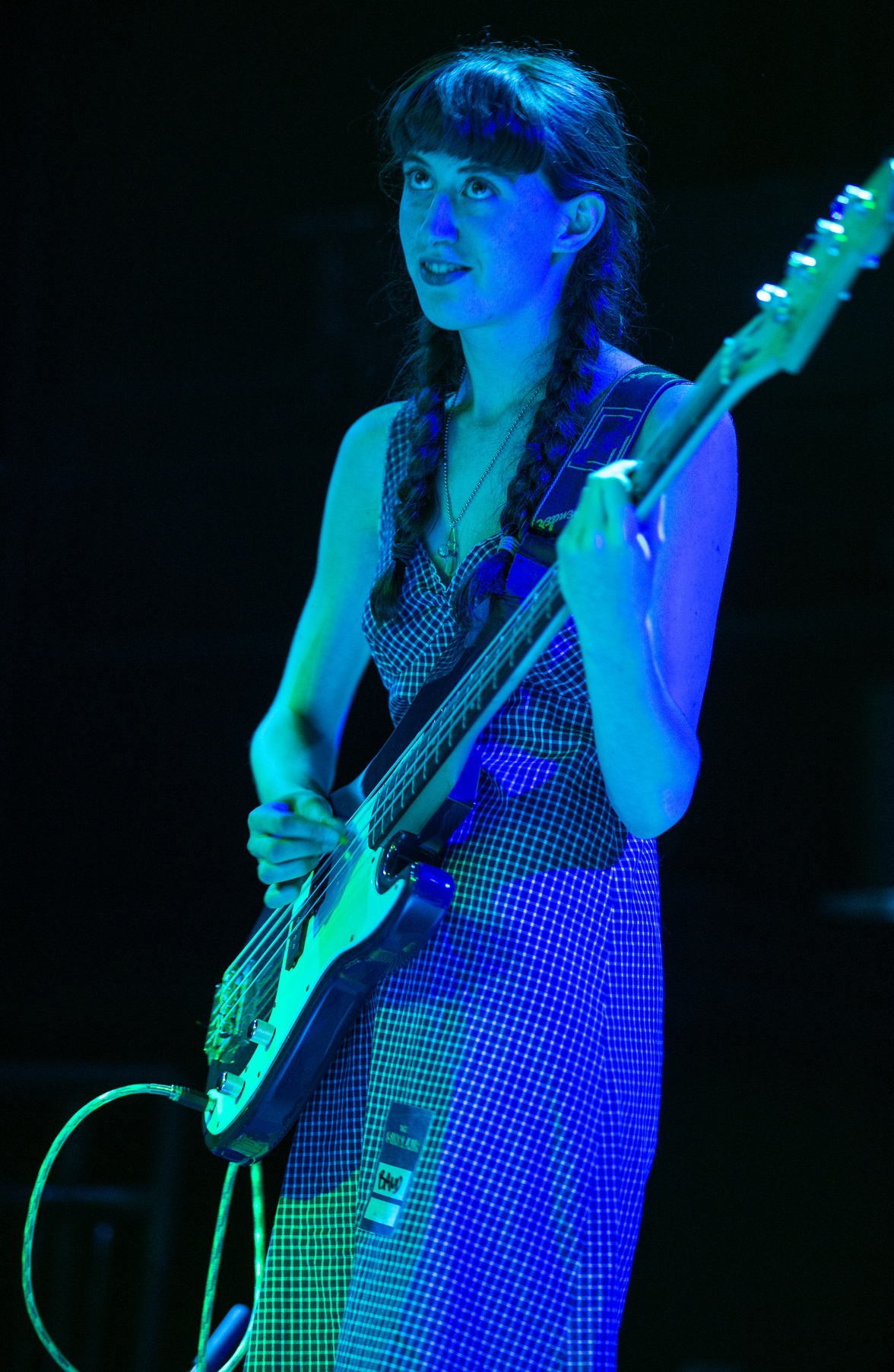
Sur scène en 2014.

En 2014, Frankie Cosmos, âgée de 19 ans, sort son premier album studio officiel, Zentropy, sur le label Double Double Whammy (en). Il reçoit des critiques positives, en particulier de la part de Pitchfork, PopMatters et Exclaim!,,.
L'album suivant, Next Thing, sorti en 2016 chez Bayonet Records marque un grand pas en avant sur le plan musical, critique et commercial. Il donne le coup d'envoi de deux années de tournées mondiales. L'album reste une semaine à la 13e place du classement Heatseekers de Billboard et se classe dans le Top 40 des albums indépendants. En 2017, Frankie Cosmos devient officiellement un groupe de quatre musiciens et signe avec Sub Pop Records. Le groupe se compose alors de Greta Kline (chant, guitare), David Maine (basse), Lauren Martin (claviers) et Luke Pyenson (batterie).

### Succès critique
Avec la sortie de Vessel en 2018 et Close It Quietly en 2019, Frankie Cosmos gagne en notoriété et en reconnaissance critique,. En 2022, l'album Inner World Peace a un ton plus sombre que ses prédécesseurs et reflète un léger changement de son, avec un mélange de rock psychédélique, de rock progressif et de pop folk des années 1970.

## Vie personnelle
Bien que discrète sur sa vie privée, Kline évoque dans ses chansons et interviews l'impact de grandir avec des parents célèbres et son parcours pour trouver sa propre identité artistique,. Dans la première moitié des années 2010, elle est en couple avec le musicien Aaron Maine, connu sous le nom de scène Porches (en),,.

## Style musical et influences
La musique de Frankie Cosmos se distingue par des mélodies douces, des arrangements minimalistes et des paroles poétiques et introspectives. Ses chansons sont notamment inspirées par la poésie de Frank O'Hara, par l'éthique DIY du label K Records et par la scène anti-folk new-yorkaise du début des années 2000.

## Frankie Cosmos
- Greta Kline - chant, guitare

### Musiciens actuels
- Alex Bailey – basse
- Hugo Stanley - batterie
- Katie Von Schleicher – claviers

### Anciens musiciens
- Aaron Maine – batterie, voix
- David Maine – basse, claviers
- Lauren Martin – claviers, synthétiseurs, cœurs
- Luke Pyenson – batterie, cœurs
- Gabrielle Smith - claviers, synthétiseurs, cœurs

### Discographie sélective

#### Albums studio
- 2014 : Zentropy (Double Double Whammy (en))
- 2016 : Next Thing (Bayonet Records)
- 2018 : Vessel (Sub Pop)
- 2019 : Close It Quietly (Sub Pop)
- 2022 : Inner World Peace (Sub Pop)
- 2025 : Different Talking (Sub Pop)

#### EP
- 2015 : Fit Me In (Bayonet Records)
- 2019 : Haunted Items (série de 4 EP au format numérique, Sub Pop)

#### Singles
- 2014 : Owen[15]
- 2014 : Birthday Song[16]
- 2016 : Sinister[17]
- 2016 : Is It Possible/Sleep Song[18]
- 2016 : On The Lips[19]
- 2018 : Jesse[10]
- 2018 : Being Alive[20]
- 2018 : Apathy
- 2019 : Windows[21]
- 2019 : Rings (On A Tree)[22]
- 2019 : Wannago[23]
- 2021 : Sad 2 / Slide, split single avec Lomelda
- 2022 : One Year Stand[24]
- 2022 : Aftershook
- 2022 : F.O.O.F.[25]
- 2022 : Empty Head[26]